# Julia Fischer (atleet)
Julia Fischer-Harting (Berlijn, 1 april 1990) is een atleet uit Duitsland.
In 2011 werd Fischer Europees kampioene −23.
In 2012 nam Fischer deel aan de Olympische Zomerspelen van Londen, en eindigde als 19e bij het discuswerpen.
Op de Olympische Spelen van Rio de Janeiro in 2016 werd Fischer 9e.
- World Athletics: 14277574